# Larissa Volpert
Larissa Volpert, née le 30 mars 1926 à Leningrad et morte le 1er octobre 2017 à New York, est une joueuse d'échecs et une professeur de littérature russe soviétique puis estonienne. 
Elle remporta trois fois le championnat d'URSS féminin (en 1954, 1958 et 1959) et finit deuxième du tournoi des candidates au championnat du monde féminin en 1955. Elle obtint le titre de grand maître international féminin en 1977.

## Biographie
Née à Leningrad, Larissa Volpert apprit à jouer aux échecs avec son frère aîné. Son premier succès fut la première place au championnat féminin de Leningrad de 1947. Elle participa au championnat d'URSS féminin pour la première fois en 1949 et finit cinquième. Larissa Volpert détient un diplôme en philologie de l'université de Leningrad.
Elle participa à trois tournois des candidates : 1955 (deuxième place), 1959 (troisième place) et 1962 (septième ex æquo).